# Cervejaria Tsingtao
Tsingtao Brewery Co. Ltd. (chinês tradicional: 青島啤酒廠, chinês simplificado: 青岛啤酒厂, pinyin: Qīngdǎo Píjiǔchǎng), é a segunda maior cervejaria da China, com cerca de 15% de participação no mercado doméstico e também responde por metade das exportações nacionais de cerveja da China.  Foi fundada em 1903 por colonos alemães em Tsingtao (Qingdao), Na Concessão Alemã Da Baía De Kiauchau. Em 2016, a Tsingtao foi a segunda cerveja mais consumida globalmente e alcançou 2,8% de participação no mercado global de cerveja, após sua participação no mercado mundial de cerveja ter crescido constantemente em pelo menos 0,1 pontos percentuais a cada ano desde 2009. Tsingtao é atualmente a sexta maior cervejaria do mundo. Seu logotipo exibe uma imagem do Pavilhão Huilan que fica no final do Píer Zhanqiao, localizado na costa sul de Qingdao.